# 710 до н. е.

## Події
Похід військ Ассирії на Вавилонію. Перемога над Мардук-апал-іддіном при Вавилоні та захоплення Біт-Якіна. Втеча Мардук-апал-іддіна. Саргон стає царем Вавилона.

### Астрономічні явища
- 2 лютого. Часткове сонячне затемнення.[1]
- 4 березня. Часткове сонячне затемнення.[1]
- 28 серпня. Часткове сонячне затемнення.[1]
- 27 вересня. Часткове сонячне затемнення.[1]